# Hunter Cervenka
Colby Hunter Cervenka (né le 3 janvier 1990 à Baytown, Texas, États-Unis) est un lanceur de relève gaucher qui a joué pour les Braves d'Atlanta et les Marlins de Miami dans la Ligue majeure de baseball entre 2016 et 2017.

## Carrière
Hunter Cervenka est choisi par les Red Sox de Boston au 27e tour de sélection du repêchage de 2008. Il commence sa carrière professionnelle en 2009 avec un club de ligues mineures affilié aux Red Sox. Le 15 mai 2012, il est transféré aux Cubs de Chicago pour compléter l'échange conclu le 21 avril précédent, dans lequel les Red Sox avaient cédé le lanceur droitier Michael Bowden aux Cubs en retour du voltigeur Marlon Byrd. Après avoir évolué pour des clubs mineurs affiliés aux Cubs jusqu'en 2015, il est libéré de son contrat et récupéré par les Braves d'Atlanta.
Cervenka fait ses débuts dans le baseball majeur avec les Braves d'Atlanta le 12 avril 2016. En 50 matchs et 38 manches de travail comme lanceur de relève, il compte 35 retraits sur des prises et sa moyenne de points mérités se chiffre à 3,18. Le 6 août 2016, un échange de joueurs de ligues mineures le fait passer aux Marlins de Miami, qui cèdent aux Braves le lanceur gaucher Michael Mader et le joueur d'arrêt-court Anfernee Seymour. Cervenka complète sa saison par 18 nouvelles sorties en relève pour Miami, ce qui fait hausser sa moyenne de points mérités à 3,53 en 43 manches et un tiers lancées au total pour les deux clubs, avec 42 retraits sur des prises.